# (1932) Jansky
(1932) Jansky (aussi nommé 1971 UB1) est un astéroïde de la ceinture principale, découvert le 26 octobre 1971 par Luboš Kohoutek à Bergedorf, en Allemagne. 
Il a été nommé en hommage à Karl Jansky, ingénieur américain.